# 瘋狂雜誌
瘋狂雜誌（英語：MAD magazine, 台譯抓狂雜誌），於1952年由哈維·庫茲曼及威廉·蓋恩斯創辦，專門惡搞電影、小說、電玩、卡通，DC漫畫旗下雜誌之一。自1964年開始，每一期《瘋狂雜誌》的封底內頁都會有一個對摺的小遊戲，只要將圖畫從A點摺到B點，隱藏起圖畫中央的部份，一張截然不同的圖畫便會出現。

## 相關

### 阿爾佛瑞德·E·紐曼（舊譯牛阿福）
英文（Alfred E. Neuman）是臉上有雀斑，牙齒打掉一顆的小男孩，經常嬉笑，每期封面都必定有他的面孔出現。

### 諜對諜
英文（spy v.s spy）黑間諜和白間諜，他們互相決鬥。

## 外部連結
- 官網（英文） （页面存档备份，存于）
- 卡通頻道官網（英文）